# Bivacco Sigot
Il bivacco Mario Sigot è un bivacco situato nel comune di Exilles (TO), in valle di Susa, nelle Alpi Cozie, a 2.910 m s.l.m.

## Storia
Il bivacco è intitolato a Mario Sigot, un alpinista della sezione CAI di Susa morto nell'inverno del 1994 nel corso di una salita alla Grand'Hoche.
Alla sua realizzazione hanno contribuito, oltre ai volontari della sezione CAI di Susa, anche la Provincia di Torino, la Comunità montana Alta Valle di Susa e il Corpo nazionale di soccorso alpino.

## Caratteristiche

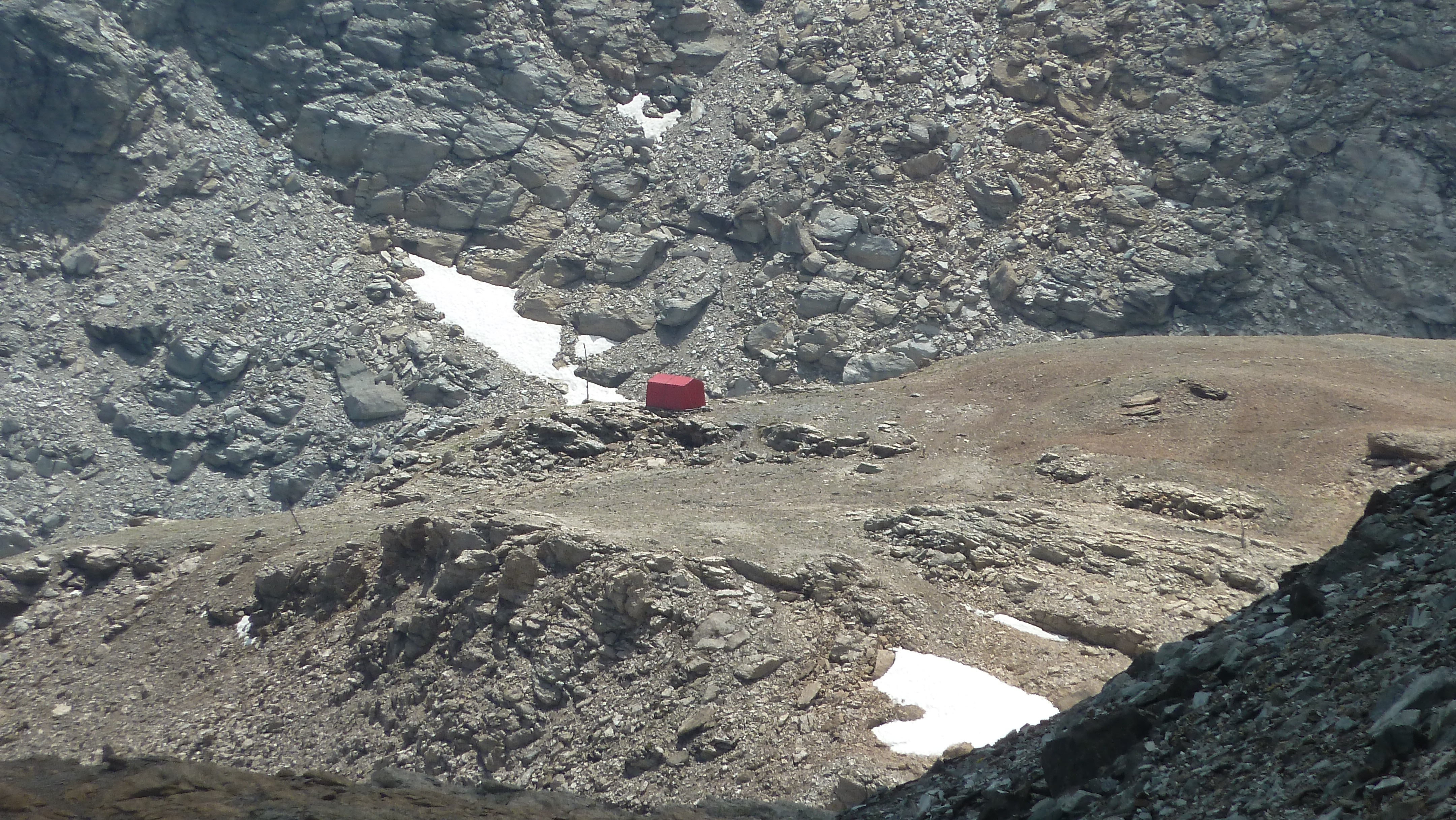
Il bivacco visto dal passo settentrionale dei Fourneaux.

Il bivacco è realizzato in acciaio rivestito in legno e vetroresina.
Si trova all'inizio dell'ampio pianoro detritico che si stende tra la cima del Vallonetto, la punta Galambra e la punta Sommeiller. A breve distanza dal bivacco i passi Galambra e Fourneaux permettono di scendere verso Bardonecchia.

## Accessi
L'accesso avviene partendo da Grange della Valle Exilles (circa 1800 m s.l.m.) in circa tre ore, seguendo inizialmente il sentiero per il rifugio Levi Molinari e quindi proseguendo sul sentiero Balcone dell'alta valle di Susa.

## Ascensioni
- Punta Sommeiller (3.333 m s.l.m.)
- Monte Ambin (3.264 m s.l.m.)
- Cima del Vallonetto (3.217 m s.l.m.)
- Punta Galambra (3.122 m s.l.m.)

## Traversate
- Refuge d'Ambin - 2.270 m
- Bardonecchia per la Valfredda o la Valle di Rochemolles